# Chiusi della Verna
Chiusi della Verna est une commune italienne de la province d'Arezzo, dans la région Toscane.

## Histoire
À la fin du XIIIe siècle, un miracle eucharistique aurait eu lieu au sein du couvent franciscain de la ville : le visage du Christ y serait apparu sur une hostie consacrée.

## Administration
| Période                                  | Période | Identité | Étiquette | Qualité |
| ---------------------------------------- | ------- | -------- | --------- | ------- |
|                                          |         |          |           |         |
| Les données manquantes sont à compléter. |         |          |           |         |

### Hameaux
La Verna

### Communes limitrophes
Bagno di Romagna, Bibbiena, Caprese Michelangelo, Castel Focognano, Chitignano, Pieve Santo Stefano, Poppi, Subbiano, Verghereto.